# J Hus
Momodou Lamin Jallow, född 27 maj 1996 i London, är en brittisk rappare, mer känd som J Hus.
Debutalbumet Common Sense släpptes i maj 2017. Uppföljaren Big Conspiracy kom i januari 2020.

## Diskografi

### Album
- Common Sense (2017)
- Big Conspiracy (2020)